# Сын человеческий (книга)
«Сын челове́ческий» — книга, повествующая о земной жизни Иисуса Христа; является последним седьмым томом «Истории религии» протоиерея Александра Меня.

## О книге
Книга живо воссоздаёт евангельскую эпоху. Жизнеописание Христа строится на основе Евангелий, комментариев к Евангелиям, а также других источников, указанных в библиографии (675 наименований). Книга снабжена приложениями, призванными глубже познакомить читателя с евангельской историей и историей её исследования.
Александр Мень считал, «если предлагаемый очерк поможет читателю лучше понять Евангелие, пробудит к нему интерес или просто заставит задуматься, цель автора будет достигнута».
По мнению Владимира Илюшенко, «в книге „Сын человеческий“ о. Александр рассказал о Христе, и это было новое прочтение Евангелий, приближавшее их к людям XX века, раскрывавшее неисчерпаемость личности Спасителя».

## История написания
Александр Мень в детстве увлекался биологией, историей Древнего мира, ещё в школе читал религиозную литературу, познакомился с философией Владимира Соловьёва. Тогда же у него возник замысел написать ряд книг по истории мировых религий. Первый вариант книги «Сын человеческий» Александр Мень написал в 15 лет.
В 1960-е годы Мень написал книги «Истоки религии», «Магизм и единобожие» (о языческих культах Древнего Востока и библейской религии), «У врат молчания» (об индуизме и буддизме), «Вестники Царства Божия» (о библейских пророках), «Дионис, Логос, Судьба» (о религиях и культуре Древней Греции), «На пороге Нового Завета». Вместе с книгой «Сын человеческий» они составили семитомную «Историю религии» — главный труд жизни Александра Меня.

## История изданий
В СССР книга распространялась самиздатом.
Первоначально печаталась отдельными главами в «Журнале Московской патриархии» и «Церковном вестнике» (Болгария).
Впервые была издана полностью (все книги «Истории религии») брюссельским христианским издательством «Жизнь с Богом», в котором отец Александр печатался под псевдонимами А. Павлов, Андрей Боголюбов, Эммануил Светлов.
Во время перестройки, в конце 80-х, книга печаталась в специальных выпусках журнала «Волга».
В 1990 году была напечатана в журнале «Смена» (номера с 6-го по 12-й).
Была переведена на другие языки. Джованни Гуайта перевёл её на итальянский язык: «Книга вышла в сентябре, а фактически через месяц тираж был уже исчерпан. И поскольку приближались предрождественские дни — а это, как известно, декабрь, на который приходится пик продаж такой литературы — то они быстренько организовали второе издание. И это удивительно: книга, которая вышла в сентябре, в октябре уже была переиздана <…> Вскоре с предложением о переводе на меня вышло французское издательство, я не знал тогда, как быть — переводить одну книгу на два языка доводится редко. Подумал, согласился, и, как оказалось, эта книга имела ещё больший успех. При том что Франция — достаточно секуляризированная страна, тираж был очень большим. Этот перевод попал на книжную ярмарку, если не ошибаюсь, во Франкфурте, после чего появилось много новых переводов — на португальский, на испанский, на множество других языков».

## Издания
- Мень А. В. Сын человеческий // Смена. — 1990. — № 6—12.
- Прот. Александр Мень. Сын Человеческий. — М.: P.S., 1991. — ISBN 5-7042-0374-4.
- Протоиерей Александр Мень. История религии в 7 т. — Т. 7. Сын Человеческий. — М.: Слово/Slovo, 1992. — ISBN 5-85050-292-0.
- Протоиерей Александр Мень. Сын Человеческий. — М.: Фонд имени Александра Меня, 1997. — ISBN 5-88852-009-8; 2006. — ISBN 5-89831-032-0, ISBN 5-89831-002-9.
- Протоиерей Александр Мень. Сын Человеческий. — Брюссель: Жизнь с Богом, 2012. — ISBN 978-5-903612-23-9.

## Аудиокнига
Аудиоверсии книги исполнили Иван Тарханов (Москвин) и Кирилл Радциг.